# Jadad-Skala
Die Jadad-Skala, in vielen Publikationen auch als Jadad Score oder Oxford-Skala bezeichnet, ist ein einfaches Bewertungsschema (Tool), um die Qualität klinischer Interventionsstudien zu analysieren. Der Name leitet sich von Alejandro Jadad (* 1963), einem kolumbianischen Mediziner und Verfechter der evidenzbasierten Medizin ab, der dieses Modell in Oxford entwickelte.

## Bedeutung
Die Jadad-Skala ist derzeit die einzige validierte Skala zur Beurteilung der methodischen Studienqualität. Es wird damit die Qualität der Durchführung einer Studie beurteilt und nicht die Qualität der Ergebnisse. Allerdings lassen sich aus der Studienqualität Rückschlüsse auf die Qualität der Ergebnisse ziehen.

## Aufbau
Die Jadad-Skala besteht aus dichotomen Fragen, deren Beantwortung unmittelbar mit der Qualität der Studien korreliert. Die insgesamt fünf Fragen beziehen sich auf die Punkte:
- Randomisierung
- Verblindung
- Drop-outs (Ausfälle, Studienabbrecher)

Die Fragen sind im Einzelnen:
1. Wurde die Studie als randomisiert beschrieben? (Ja 1 Punkt, Nein kein Punkt)
2. War die Randomisierung sachgerecht? (Ja 1 Punkt, Nein −1 Punkt)
3. Wurde die Studie als doppelblind beschrieben? (Ja 1 Punkt, Nein kein Punkt)
4. War die Verblindung sachgerecht? (Ja 1 Punkt, Nein −1 Punkt)
5. Wurden die Ausfälle (Drop-outs) begründet? (Ja 1 Punkt, Nein kein Punkt)

Anschließend werden die Punkte aufsummiert. Nach Jadad sind Studien mit weniger als drei Punkten von schlechter Qualität. Zur Vermeidung systematischer Fehler (Bias) muss die Bewertung von mindestens zwei Personen durchgeführt werden.

## Kritik
Auch wenn mit der Jadad-Skala prinzipiell die Qualität der Planung und Durchführung einer Studie bewerten soll, wird häufig die Qualität der Publikation bewertet. Eine unsauber dargestellte Methodik muss nicht unmittelbar bedeuten, dass die Studie unsauber durchgeführt wurde und umgekehrt.
Bei der Interpretation der Jadad-Skala ist darüber hinaus zu berücksichtigen, dass sie nur für die Bewertung bestimmter Studientypen (z. B. Therapiestudien) geeignet ist. Für einige Studientypen (z. B. Kohortenstudien, Fall-Kontroll-Studien, Diagnostikstudien oder Beobachtungsstudien) eignet sich diese Skala wenig oder gar nicht.